# Championnat DTM 2007
Navigation
Édition précédente Édition suivante

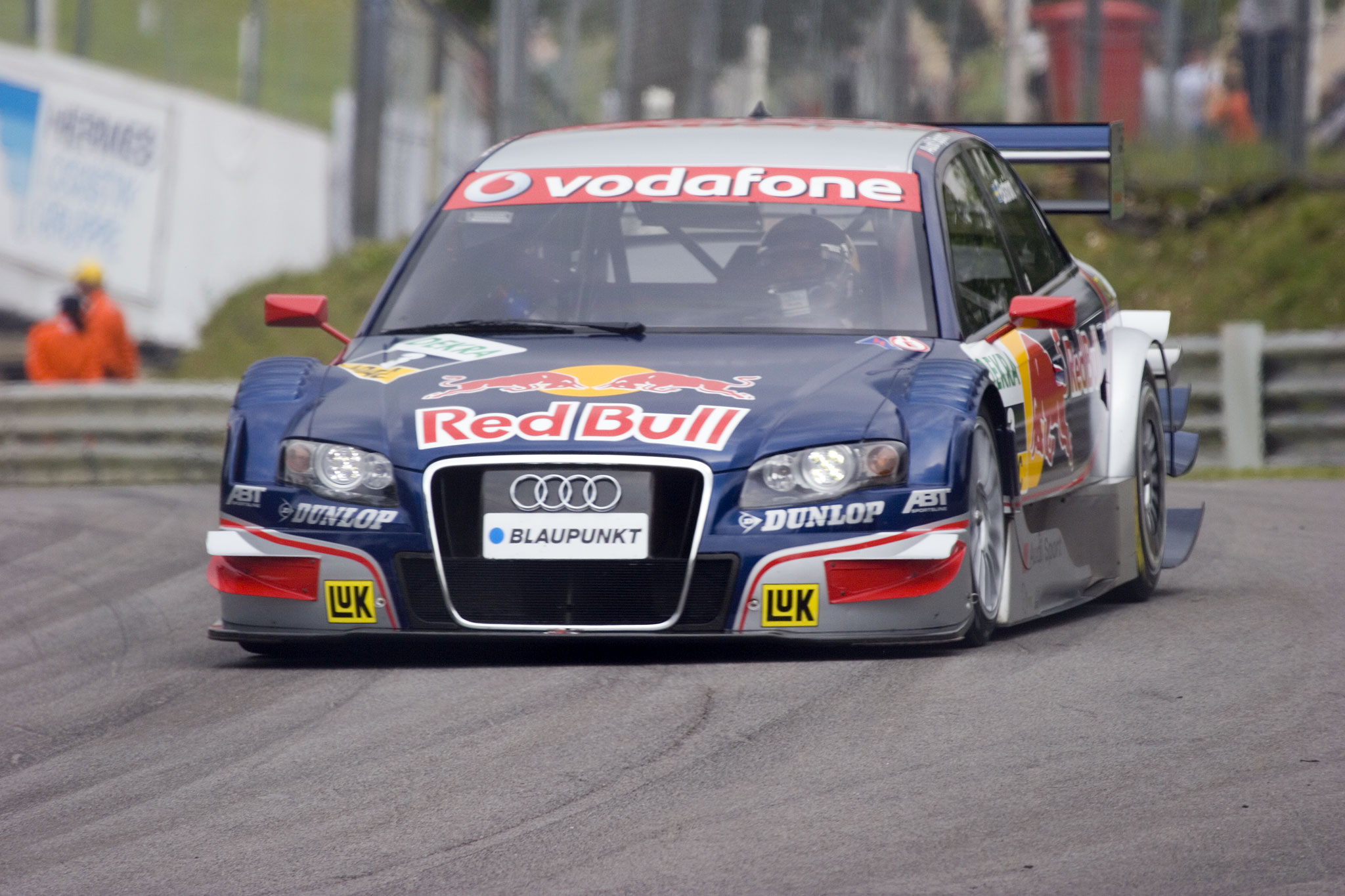
Mattias Ekström, champion DTM 2007

Le championnat DTM 2007 s'est déroulé du 22 avril au 10 octobre 2007, sur un total de 10 courses, et a été remporté par le pilote suédois Mattias Ekström, sur Audi.

## Présentation
La saison 2007 de DTM s'est déroulée sur 4 circuits situés en dehors des frontières allemandes : la manche de Zandvoort aux Pays-Bas, l'épreuve en Grande-Bretagne (à Brands Hatch), une épreuve en Espagne (circuit de Catalogne à Barcelone) et une nouveauté venant d'Italie. En effet, le circuit de Mugello entre à son tour dans le championnat DTM. En revanche, la manche française qui se déroulait l'année précédente au Mans a été retirée.

## Engagés
| Constructeur  | Modèle                     | Écurie             | No. | Pilotes               | Courses |
| ------------- | -------------------------- | ------------------ | --- | --------------------- | ------- |
| Mercedes-Benz | AMG-Mercedes C-Klasse 2007 | HWA Team           | 1   | Bernd Schneider       | Toutes  |
| Mercedes-Benz | AMG-Mercedes C-Klasse 2007 | HWA Team           | 2   | Bruno Spengler        | Toutes  |
| Mercedes-Benz | AMG-Mercedes C-Klasse 2007 | HWA Team           | 5   | Jamie Green           | Toutes  |
| Mercedes-Benz | AMG-Mercedes C-Klasse 2007 | HWA Team           | 6   | Mika Häkkinen         | Toutes  |
| Mercedes-Benz | AMG-Mercedes C-Klasse 2006 | Persson Motorsport | 9   | Gary Paffett          | Toutes  |
| Mercedes-Benz | AMG-Mercedes C-Klasse 2006 | Persson Motorsport | 10  | Alexandros Margaritis | Toutes  |
| Mercedes-Benz | AMG-Mercedes C-Klasse 2005 | Persson Motorsport | 19  | Paul di Resta         | Toutes  |
| Mercedes-Benz | AMG-Mercedes C-Klasse 2006 | Mücke Motorsport   | 14  | Susie Stoddart        | Toutes  |
| Mercedes-Benz | AMG-Mercedes C-Klasse 2006 | Mücke Motorsport   | 15  | Daniel la Rosa        | Toutes  |
| Mercedes-Benz | AMG-Mercedes C-Klasse 2005 | Mücke Motorsport   | 18  | Mathias Lauda         | Toutes  |
| Audi          | Audi A4 DTM 2007           | Abt Sportsline     | 3   | Mattias Ekström       | Toutes  |
| Audi          | Audi A4 DTM 2007           | Abt Sportsline     | 4   | Martin Tomczyk        | Toutes  |
| Audi          | Audi A4 DTM 2007           | Abt Sportsline     | 7   | Tom Kristensen        | 1, 5-10 |
| Audi          | Audi A4 DTM 2007           | Abt Sportsline     | 7   | Frank Biela           | 2       |
| Audi          | Audi A4 DTM 2007           | Abt Sportsline     | 7   | Markus Winkelhock     | 3-4     |
| Audi          | Audi A4 DTM 2007           | Abt Sportsline     | 8   | Timo Scheider         | Toutes  |
| Audi          | Audi A4 DTM 2006           | Team Rosberg       | 11  | Mike Rockenfeller     | Toutes  |
| Audi          | Audi A4 DTM 2006           | Team Rosberg       | 12  | Lucas Luhr            | Toutes  |
| Audi          | Audi A4 DTM 2006           | Team Phoenix       | 16  | Christian Abt         | Toutes  |
| Audi          | Audi A4 DTM 2006           | Team Phoenix       | 17  | Alexandre Prémat      | 1, 3-10 |
| Audi          | Audi A4 DTM 2006           | Team Phoenix       | 17  | Marco Werner          | 2       |
| Audi          | Audi A4 DTM 2005           | Futurecom TME      | 20  | Adam Carroll          | 1-5     |
| Audi          | Audi A4 DTM 2005           | Futurecom TME      | 20  | Markus Winkelhock     | 6-10    |
| Audi          | Audi A4 DTM 2005           | Futurecom TME      | 21  | Vanina Ickx           | Toutes  |

## Calendrier
| Épreuve | Circuit                   | Date         | Pole Position   | Meilleur tour   | Vainqueur pilote | Vainqueur écurie               |
| ------- | ------------------------- | ------------ | --------------- | --------------- | ---------------- | ------------------------------ |
| 1       | Hockenheim                | 22 avril     | Bruno Spengler  | Mattias Ekström | Mattias Ekström  | Abt Sportsline                 |
| 2       | Oschersleben              | 6 mai        | Mika Häkkinen   | Jamie Green     | Gary Paffett     | Persson Motorsport             |
| 3       | Lausitzring*              | 20 mai       | Bruno Spengler  | Mattias Ekström | Mika Häkkinen    | HWA Team                       |
| 4       | Brands Hatch Indy         | 10 juin      | Mika Häkkinen   | Martin Tomczyk  | Bernd Schneider  | HWA Team                       |
| 5       | Norisring                 | 24 juin      | Bruno Spengler  | Bruno Spengler  | Bruno Spengler   | HWA Team                       |
| 6       | Mugello                   | 15 juillet   | Mattias Ekström | Martin Tomczyk  | Mika Häkkinen    | HWA Team                       |
| 7       | Zandvoort                 | 19 juillet   | Timo Scheider   | Jamie Green     | Martin Tomczyk   | Audi Sport Team Abt Sportsline |
| 8       | Nürburgring (tracé court) | 2 septembre  | Martin Tomczyk  | Bruno Spengler  | Martin Tomczyk   | Audi Sport Team Abt Sportsline |
| 9       | Barcelone (tracé court)   | 23 septembre | Martin Tomczyk  | Bruno Spengler  | Jamie Green      | HWA Team                       |
| 10      | Hockenheim                | 14 octobre   | Tom Kristensen  | Jamie Green     | Jamie Green      | HWA Team                       |

Note : Perturbée par des erreurs de la direction de course quant au déploiement de la voiture de sécurité, la manche du Lausitzring n'a donné lieu qu'à une demi-attribution des points.

## Classement des pilotes
| Position | Pilote                | Voiture (millésime) | Points |
| 1        | Mattias Ekström       | Audi (2007)         | 50     |
| 2        | Bruno Spengler        | Mercedes (2007)     | 47     |
| 3        | Martin Tomczyk        | Audi (2007)         | 40     |
| 4        | Jamie Green           | Mercedes (2007)     | 34,5   |
| 5        | Paul di Resta         | Mercedes (2005)     | 32     |
| 6        | Bernd Schneider       | Mercedes (2007)     | 31,5   |
| 7        | Timo Scheider         | Audi (2007)         | 25     |
| 8        | Mika Häkkinen         | Mercedes (2007)     | 22     |
| 9        | Gary Paffett          | Mercedes (2006)     | 20,5   |
| 10       | Alexandros Margaritis | Mercedes (2006)     | 16     |
| 11       | Alexandre Prémat      | Audi (2006)         | 13     |
| 12       | Mike Rockenfeller     | Audi (2006)         | 11     |
| 13       | Daniel la Rosa        | Mercedes (2006)     | 10     |
| 14       | Tom Kristensen        | Audi (2007)         | 9      |
| 15       | Christian Abt         | Audi (2006)         | 4      |
| =        | Mathias Lauda         | Mercedes (2006)     | 4      |
| 17       | Lucas Luhr            | Audi (2006)         | 1      |